# Lon Chaney

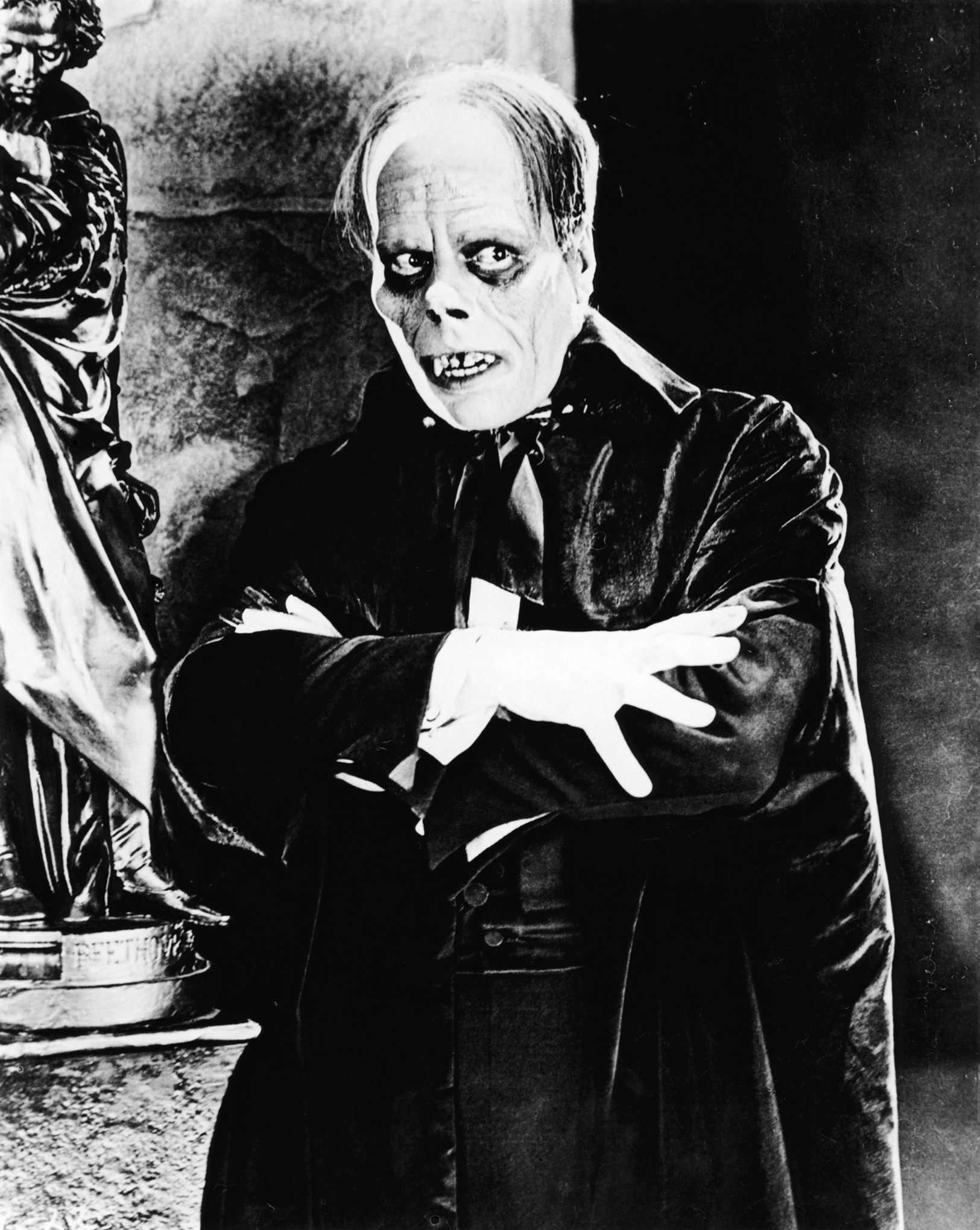
Lon Chaney jako Eryk w filmie Upiór w operze (1925)

Lon Chaney, właśc. Leonidas Frank Chaney (ur. 1 kwietnia 1883 w Colorado Springs, zm. 26 sierpnia 1930 w Los Angeles) – amerykański aktor, reżyser i scenarzysta epoki kina niemego, zwany „człowiekiem o tysiącu twarzach”. Jedna z pierwszych gwiazd horrorów.
W 1957 powstał film biograficzny Człowiek o tysiącu twarzy (reż. Joseph Pevney).

## Życiorys
Jego najbardziej znanymi rolami były tytułowe w filmach niemych Upiór w operze, Dzwonnik z Notre Dame oraz w zaginionym później i odtworzonym filmie Londyn po północy. Grywał przede wszystkim role główne – potworów. Znany był z ekspresyjnej mimiki (był dzieckiem niesłyszących rodziców). Do swoich ról podchodził bardzo profesjonalnie i sam dopracowywał charakteryzację – w filmie Upiór w operze użył m.in. ramek z cienkich drucików rozszerzających oczy, bardzo nieprzyjemnych dla aktora podczas gry, a jako Quasimodo w filmie Dzwonnik z Notre Dame spętał się kilkoma zamaskowanymi odpowiednio pasami i użył ciężkiego, gumowego garbu. Po wynalezieniu filmu dźwiękowego występował nadal.
Wkrótce po swoich pierwszych występach w filmach dźwiękowych zachorował na raka gardła, co przerwało jego karierę i wskutek tej choroby zmarł.
Jego synem był Lon Chaney Jr., który kontynuował tradycje ojca i również znany był jako aktor filmów grozy.

## Wybrana filmografia
- 1919: Victory jako Ricardo
- 1919:  Zwycięstwo
- 1923: Dzwonnik z Notre Dame jako Quasimodo
- 1925: Wieża kłamstw jako Jan
- 1925: Upiór w operze jako Eryk
- 1927: Londyn po północy jako profesor Edward C. Burke
- 1927: Demon cyrku jako Alonzo